# HMS L4
Pour les articles homonymes, voir L4.
Le HMS L4 est un sous-marin britannique de classe L, construit pour la Royal Navy pendant la Première Guerre mondiale. Il a survécu à la guerre et a été vendu à la ferraille en 1934.

## Conception
Les sous-marins de classe L étaient une version agrandie et améliorée de la classe E précédente. Ils avaient une longueur totale de 70,4 m, un maître-bau de 7,2 m et un tirant d'eau moyen de 4 m. Ces sous-marins avaient un déplacement de 905 tonnes en surface, et 1 091 tonnes en immersion. Ils avaient un équipage de 35 officiers et matelots.
Pour la navigation en surface, ces navires étaient propulsés par deux moteurs diesel Vickers à 12 cylindres de 1 200 ch (895 kW), chacun entraînant un arbre d'hélice. En immersion, chaque hélice était entraînée par un moteur électriques de 600 ch (447 kW). Ils pouvaient atteindre la vitesse de 17 nœuds (31 km/h) en surface et 10,5 nœuds (19,4 km/h) sous l’eau. En surface, la classe L avait un rayon d'action de 3 200 milles marins (5 900 km) à 10 nœuds (19 km/h).
Les navires étaient armés d’un total de six tubes lance-torpilles de 18 pouces (457 mm). Quatre d’entre eux étaient dans l’étrave et la paire restante était installée sur les flancs. Ils transportaient 10 torpilles de recharge, toutes pour les tubes d’étrave. Ils étaient aussi armés d'un canon de pont de 4 pouces (102 mm).

## Engagements
Le HMS L4 a été construit par Vickers à Barrow-in-Furness. Sa quille quille fut posée le 21 juin 1916 et il est mis en service le 26 décembre 1918. Il a navigué avec le navire ravitailleur de sous-marins HMS Ambrose jusqu’à Hong Kong en 1919 dans le cadre de la 4e flottille sous-marine. Il y arrive en janvier 1920. Le 20 octobre 1927, au large de Hong Kong, le L4 et le HMS L5 sauvent l’équipage du navire marchand SS Irene d’une attaque de pirates après avoir tiré avec leur canon de pont. Le HMS L4 a été vendu le 24 février 1934, puis démoli à Charlestown (Fife).